# Dongar Parasia
Dongar Parasia è una suddivisione dell'India, classificata come municipality, di 37.876 abitanti, situata nel distretto di Chhindwara, nello stato federato del Madhya Pradesh. In base al numero di abitanti la città rientra nella classe III (da 20.000 a 49.999 persone).

## Geografia fisica
La città è situata a 22° 11' 60 N e 78° 46' 0 E e ha un'altitudine di 773 m s.l.m..

## Società

### Evoluzione demografica
Al censimento del 2001 la popolazione di Dongar Parasia assommava a 37.876 persone, delle quali 19.397 maschi e 18.479 femmine. I bambini di età inferiore o uguale ai sei anni assommavano a 4.642, dei quali 2.311 maschi e 2.331 femmine. Infine, coloro che erano in grado di saper almeno leggere e scrivere erano 26.813, dei quali 15.033 maschi e 11.780 femmine.